# Степанов, Вадим Николаевич
Вадим Николаевич Степанов (5 апреля 1936, Бийск — 2 января 1973, Алма-Ата) — советский футболист-универсал. Мастер спорта СССР.

## Биография
Начал играть в футбол в 1952 году в клубной команде Бийска. В 1955—1956 годах был в составе команды «Энергия» Иркутск. Армейскую службу проходил в 1957—1958 годах в клубе Забайкальского военного округа ОСК / СКВО Чита. Начинал играть в защите, но благодаря габаритам и лидерским качествам был переведён в центр нападения. В 1959 году вернулся в иркутскую команду, носившую название «Машиностроитель». В 1960 году оказался в переведённом в первую группу класса «А» «Кайрате» Алма-Ата. В первом сезоне, выступая на позиции защитника, стал лучшим бомбардиром команды с 6 голами. С 1962 по начало 1966 года — капитан команды. Выводил «Кайрат» в качестве капитана команды высшей лиги 94 раза.
Дважды становился лучшим бомбардиром команды в высшем эшелоне, будучи игроком обороны. В высшей лиге за «Кайрат» провёл 203 матча, забил 24 гола. В первой лиге — 45 игр, 8 мячей. В Кубке СССР — 17 матчей, два гола.
В 1967 году был отчислен из команды за нарушение спортивного режима. В следующем году играл в команде класса «Б» АДК Алма-Ата, после чего завершил карьеру.
Был осужден на недлительный срок за тунеядство.
Скончался 2 января 1973 года в возрасте 36 лет от сердечного приступа, за свои человеческие слабости расплатился […] ранней смертью.

## Стиль игры
Считается одним из первых универсальных игроков в СССР. В книге Константина Есенина «Футбол: парадоксы, трагедии, сенсации» сказано: Антропометрические исследования физиологов ЦНИИФК показали, что у Степанова был сильнейший удар в Советском Союзе. Много мячей забил сильными ударами со штрафных и с дальней дистанции, использовал прямой плассированный удар.
По словам одноклубников, отличался неординарным игровым мышлением, отлично «читал» игру, в совершенстве владел средним и дальним пасом.